# Stadtmühle Uebigau
Die Stadtmühle Uebigau war die älteste Mühle am Neugraben. Jedoch befand sich bereits vor der Errichtung des Neugrabens auf dem heutigen Gebiet der Stadt Uebigau an einem Altarm der Schwarzen Elster eine Wassermühle.

## Geschichte und Eigentümer
In der Mühlenordnung von 1561, welche von Kurfürst August zu Sachsen herausgegeben wurde, heißt es zur Mühle von Uebigau: „Weil die Mühle im Städlein Uebigau dem Rath alda gehörig, und zu seltenen Zeiten ganghaftig, solche auch nicht an dem Elsterstrom gelegen, sondern von einem Arm desselben getrieben, und derowegen niemals eine Klage vorgebracht, so solle sie in jetzigem Wesen geduldet und erhalten, und mit mehreren Werken nicht vermehret werden“.
In der sächsischen Mühlenübersicht aus dem Jahr 1653 wurde Mattheß Kunsch als Müller genannt. 1712 erfolgt ein Verkauf der Mühle an den Müller aus Postberga aus finanziellen Gründen. 1750 gehörte die Mühle Georg Berger und hatte einen Wert von 1500 Talern. Im Revisionsprotokoll der Mühlen an der Schwarzen Elster aus dem Jahr 1777 wird Müllermeister Zabel als Besitzer der Mühle genannt. Johann Heinrich Zabel ist 1785 Mühlenbesitzer, Müllermeister der Mühle ist Andreas Zabel.
Im 19. Jahrhundert wurde das Mühlengebäude als verputzter Ziegelbau mit Walmdach neu errichtet. 1904 wurde die Mühle von Müllermeister Kühne an Adolf Lenicke verkauft. Dessen Sohn, Herbert Lenicke, übernahm 1938 den Mühlenbetrieb. Durch die Gründung einer Landwirtschaftlichen Produktionsgenossenschaft im Jahr 1968 wurde dem Müller die Handelsmüllerei untersagt. Trotz der noch vorhandenen Einrichtung wurde die Mühle stillgelegt.

## Aufbau
1779 besaß die Mühle zwei Mahlgänge, eine Hirsestampfe, eine Öl- sowie eine Schneidemühle. Als Antrieb diente ein Zuppinger-Rad. In den darauffolgenden Jahren haben sich weder Aufbau und Ausstattung verändert. Nach dem Verkauf des Wasserrechts im Zuge der Elsterregulierung 1924 erfolgte der Einbau eines Motors als Antrieb. Bis ins Jahr 1950 erfolgten weitere Modernisierungen, unter anderem wurde das Mahlgut durch den Einbau einer Pneumatik weitergeleitet.